# Veitsbronn
Veitsbronn is een plaats in de Duitse deelstaat Beieren, en maakt deel uit van het Landkreis Fürth.
Veitsbronn telt 6.735 inwoners.
Ammerndorf ·
Cadolzburg ·
Großhabersdorf ·
Langenzenn ·
Oberasbach ·
Obermichelbach ·
Puschendorf ·
Roßtal ·
Seukendorf ·
Stein ·
Tuchenbach ·
Veitsbronn ·
Wilhermsdorf ·
Zirndorf